# Wratarite
Wratarite (bułg. Вратарите) – wieś w Bułgarii, w obwodzie Dobricz, w gminie Dobriczka. Według danych szacunkowych Ujednoliconego Systemu Ewidencji Ludności oraz Usług Administracyjnych dla Ludności, 15 czerwca 2022 roku miejscowość liczyła 49 mieszkańców.